# Đèo Áng Toòng
Đèo Áng Toòng nằm trên quốc lộ 3B ở vùng đất bản Nậm Dắt xã Tân Sơn huyện Chợ Mới tỉnh Bắc Kạn, Việt Nam .

## Vị trí
Đèo ở phía đông thành phố Bắc Kạn. Từ ngã ba Xuất Hóa 22°04′44″B 105°52′52″Đ / 22,078836°B 105,881027°Đ ở thành phố, đi theo quốc lộ 3B cỡ 10 km là đến. Do cách đi như vậy nhiều du khách mô tả đèo ở "phường Xuất Hóa thành phố Bắc Kạn".
Đèo mở qua vùng núi đá vôi nên cạnh cung đèo có nhiều hang động dạng karst với nhũ đá kỳ ảo .
Tuy nhiên nguy cơ lở các tảng khối đá vôi lớn rất cao, gây nguy hiểm và tắc đường giao thông .